# Josep Comaposada i Gili
Josep Comaposada i Gili (Tarrés, 1859 - Madrid, 1933) fou un sindicalista català.
Fill de Jaume Comaposada i Lluch, mestre de cases natural del Vilosell i de Paula Gili i Palau, de Tarrés. Sabater de professió, fou un dels fundadors de la UGT l'agost de 1888 al C/ Tallers de Barcelona, de la que en fou elegit president després del tercer congrés a Màlaga el setembre de 1892. Va ser un dels oradors en el míting del Primer de Maig de 1890 a Manresa. El febrer de 1895 va ser elegit president de la Societat de Sabaters de Barcelona, adherida a la UGT. L'abril de 1897 va ser elegit secretari de l'Agrupació local de Barcelona del PSOE, i president el febrer de 1898.
S'oposà al trasllat del Comitè Nacional de la UGT de Barcelona a Madrid el 1899. El setembre de 1911 fou empresonat a Sabadell, quan es dirigia a donar suport a una manifestació contra la Guerra del Marroc i contra el govern de José Canalejas y Méndez. El 8 de juliol de 1923 formà part de la primera junta directiva de la Unió Socialista de Catalunya al costat de Rafael Campalans, Manuel Serra i Moret i Gabriel Alomar, però el 1925 es reintegrà a la disciplina del PSOE. Va ser secretari del comitè de la Federació Nacional d'’Obrers de l'Art Tèxtil de la UGT i va assistir al XVI congrés de la UGT a Madrid del 10 al 15 de setembre de 1928, on va formar part de la ponència Salari mínim, jornada de vuit hores i treball de la dona i dels infants.

## Obres
- La revolución de Barcelona (1909)
- La revolución en Cataluña (1910)